# Koszpasz-Sarsat
A Koszpasz-Sarsat (oroszul: Космическая система поиска аварийных судов; angolul: Search and Rescue Satellite) műholdas tengeri kutató-mentő rendszer, amely a tengereken bajba jutott és segítségre szoruló hajók, repülőgépek és személyek vészhelyzeti rádiójeladóinak helymeghatározására, valamint a vészjelzés továbbítására szolgál. A műholdas rendszer létrehozását Kanada, Franciaország, az Amerikai Egyesült Államok és a Szovjetunió kezdeményezte 1979-ben. Az első tengeri mentést a KOSZPASZ-SARSAT rendszer segítségével 1982-ben hajtották végre. A rendszer működését biztosító nemzetközi szerződéseket 1988-ben írták alá az érintett országok, de előtte már több együttműködési megállapodás született. A műholdas rendszer űrszegmense globális lefedettséget biztosít. A rendszert működtető kormányközi szervezet központja Kanadában, Montréalban található.